# Eustala californiensis
Eustala californiensis là một loài nhện trong họ Araneidae.
Loài này thuộc chi Eustala. Eustala californiensis được Eugen von Keyserling miêu tả năm 1885.